# المثور (سيئون)
'

تعديل مصدري - تعديل

المثور هي إحدى قرى عزلة سيئون بمديرية سيئون التابعة لمحافظة حضرموت، بلغ تعداد سكانها 47 نسمة حسب تعداد اليمن لعام 2004.